# Viatcheslav Solodoukhine
Viatcheslav Solodoukhine (en russe : Вячеслав Солодухин et en anglais Viacheslav Solodukhin), né le 11 novembre 1950 à Leningrad en URSS et mort en 1979, est un joueur professionnel russe de hockey sur glace.

## Carrière
Il commence sa carrière professionnelle en 1969 avec son club formateur du SKA Leningrad dans le championnat d'URSS. Il représente l'URSS à 15 reprises (12 buts) en 1972. Il a participé à une édition des championnats du monde conclue par une médaille d'argent ainsi qu'à la Série du siècle 1972. Il se suicide avec sa voiture par une intoxication au monoxyde de carbone en 1979. Il termine avec un bilan de 399 matchs et 147 buts en élite russe.

## Statistiques
Pour les significations des abréviations, voir Statistiques du hockey sur glace.

### En équipe nationale
| Année | Équipe      | Compétition |   | PJ | B | A  | Pts | Pun               |  | Résultats |
| 1969  | URSS Junior | CE Jr.      | 5 | 8  | 2 | 10 | 6   | Médaille d'or     |  |           |
| 1972  | URSS        | CM          | 8 | 5  | 2 | 7  | 0   | Médaille d'argent |  |           |